# Победа (Покровский район)
Победа (укр. Побєда) — село в Покровском районе Донецкой области Украины.
Население по данным всеукраинской переписи 2001 года составляло 144 человека.